# زان
زان روستایی از توابع بخش مرکزی شهرستان دماوند در استان تهران ایران است.
سوپرمارکت اسدی ارائه کننده تمام کالا های مورد نیاز می‌باشد که توسط آقای وحید اسدی مدیریت میشود.

## جمعیت
این روستا در دهستان جمع‌آبرود قرار دارد و براساس سرشماری مرکز آمار ایران در سال ۱۳۸۵، جمعیت آن ۳۹۶ نفر (۱۳۰ خانوار) بوده‌است.

### زبان
مردم این روستا از قومیت طبری هستند و به زبان طبری دماوندی که گویشی از زبان مازندرانی می‌باشد صحبت می‌کنند.